# طارق أحمد آدم
طارق أحمد آدم، هو لاعب كرة قدم سوداني، لعب لفريق نادي الهلال السوداني أحد ناديي القمة في السودان وكان كابتن الفريق منذ العام 1986 وإلى أعتزاله في العام 1993. انضم من فريق نادي الديم وسط من الدرجة الثالثة بدوري العاصمة الخرطوم في 1982، وثبت في التشكيل منذ 1983.
في 1986 تولى قيادة النادي حتى اعتزاله، وفي اعتزاله قصة كشفت تقييم آدم لنفسه قبل أن تحكم عليه الجماهير بالفشل وتطالب بإخراجه من الفريق خلال المباريات. اتخذ قرار الاعتزال في 1992 حيث تدخل رئيس النادي وقتها عبد المجيد منصور، وطالبه أن يخوض موسم 1992 مع الفريق ثم الاعتزال.
استجاب آدم، لرغبة الجماهير ومجلس الإدارة وشارك في مباريات كثيرة كبديل، محتفظا بنجوميته الكبيرة في قلوب الجماهير، حتى وقت الاعتزل، نظم له نادي الهلال مهرجان اعتزال غير مسبوق في تاريخ النادي.

## النشأة والبدايات الكروية
آدم من مواليد حي الديم في وسط الخرطوم في العام 1960 وبدأ اللعب بها منذ أن كان عمره خمسة أعوام. انتقل بين أندية الروابط إلى أن لعب لنادي الديم وسط في الفترة ما بين 1977 وإلى 1981، وقد كان سنه صغير حيث لم يبلغ 17 عاماً.

## التحاقه بنادي الهلال
استقطبه فريق الهلال في منتصف موسم 1981- 1982، وقد بلغت قيمة عقده في ذلك الوقت 1500 جنيه سوداني، وكان مشاركته الأولى كلاعب احتياطي أمام نادي الأهلي الخرطوم، بينما شارك لأول مرة كلاعب أمام بري في مباراة أنتهت بفوز الهلال بثلاثة أهداف، ساهم هو في صناعة الهدف الثالثة فيها. جدد عقده في عام 1986 بمبلغ وقدره 100 ألف جنيه.